# تشو يون
تشو يون (بالصينية: 周韻) هي ممثلة صينية، ولدت في 17 ديسمبر 1978 بونجو في الصين.

## وصلات خارجية
- تشو يون على موقع IMDb (الإنجليزية)
- تشو يون على موقع قاعدة بيانات الفيلم (الإنجليزية)